# Embalse de Vilasouto
El Embalse de Vilasouto es un embalse situado en el municipio español de Incio, en la provincia de Lugo. Ubicado entre las parroquias de Vilasouto, Eirexalba y Goó, forma parte de la cuenca del río Mao. 
Tiene una capacidad máxima de 21 hm³ y ocupa una extensión de 112,60 ha, teniendo unas dimensiones de 2 km de largo y 1,5 km de ancho, aproximadamente. 

## Historia
Se construyó en 1969, con la intención de solucionar los problemas de abastecimiento de agua de buena parte de la Tierra de Lemos. 

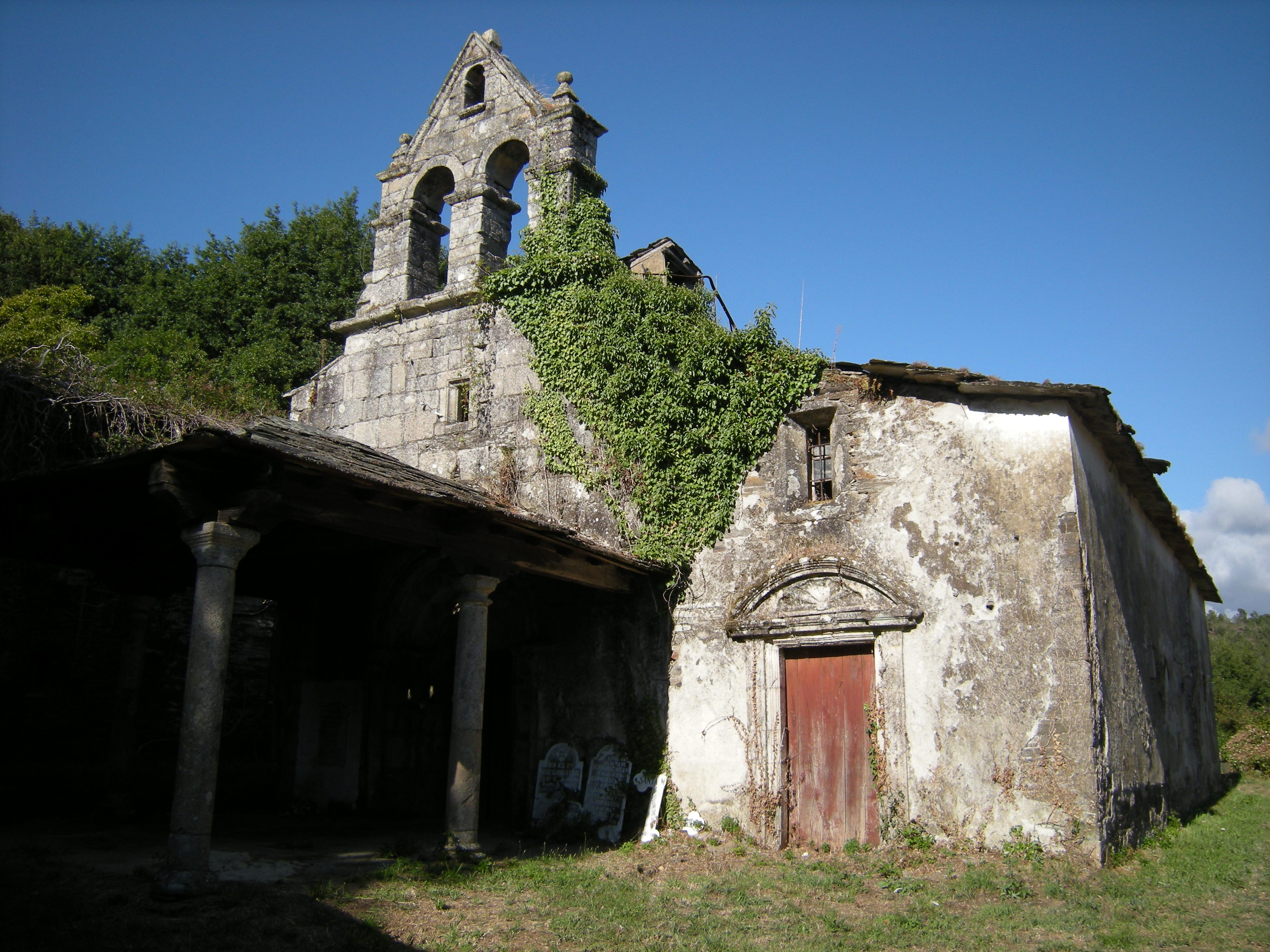
La antigua iglesia de San Mamede de Vilasouto, abandonada desde la construcción del embalse.

El embalse anegó tierras y viviendas, afectando sobre todo a las parroquias de Vilasouto, Goó y Eirexalba. Los núcleos de O Barreal, A Illeira y Outeiro fueron los que perdieron un mayor número de edificaciones. 
El patrimonio histórico también se vio afectado por esta obra, ya que en el paraje conocido como Agro do Pepe se encuentran varias rocas con petroglifos que permanecen sumergidas durante la mayor parte del año. También quedó en desuso la antigua iglesia de San Mamede de Vilasouto, construyéndose una nueva en el centro del actual pueblo.